# 西霍普鎮區 (北達科他州卡弗利爾縣)
西霍普鎮區（英語：West Hope Township）是位於美國北達科他州卡弗利爾縣的一個鎮區。

## 地方資料
西霍普鎮區的面積為116.51平方千米，當中陸地面積為114.97平方千米，而水域面積為1.53平方千米。根據2020年美國人口普查的數據，當地共有人口22人，而人口密度為每平方千米0.19人。